# Мауглі (мультфільм)
«Мауглі» (рос. Маугли) — цикл із п'яти мультфільмів студії «Союзмультфільм» режисера Романа Давидова, знятих у 1967—1971 роках, за мотивами «Книги джунглів» англійського письменника Редьярда Кіплінга. У 1973 році вони були змонтовані в єдиний повнометражний фільм, при цьому деякі епізоди зазнали скорочення; зокрема, у повнометражній версії повністю вирізано епізод із білою коброю.

## Сюжет

### Ракша (1967)
Маленька дитина потрапляє до джунглів, у вовчу родину. Він сподобався матері-вовчиці Ракше. Вона назвала його «Мауглі» («жабя») і захистила від тигра-людожера Шер-Хана, який вважав його своєю здобиччю. Вовки вигодували і виховали людське дитинча. Сім'я живе в зграї, яка керується законом джунглів — тільки Рада зграї може вирішити, чи Мауглі житиме серед звірів чи віддана на поживу Шер-Хану.
На Раді головний герой повторює рух своїх братів, під час виступу останніх. Так як вовча зграя все ще вагалася у своєму рішенні, чорна пантера Багіра врятувала хлопчика, віддавши за нього викуп — щойно вбитого нею буйвола. Мауглі приймають у зграю.

### Викрадення (1968)
Мауглі — названий син у вовчій родині — росте та навчається в «школі» гімалайського ведмедя Балу. Він швидко дорослішає та виявляє здібності, чим особливо задоволена Багіра. Після того, як Мауглі врятував від пастки слоненя — дитинчата Хатхі, чутка про те, що в вовчій зграї живе людське дитинча, дійшло до «бандерлогів» — мавпячого племені, що мешкає на деревах. Мавпи вирішили зробити Мауглі своїм ватажком. Вони крадуть його і переносять у покинуте місто у джунглях.
У джунглях ніхто не хоче зв'язуватися з мавпами. Єдиний, кого вони бояться, це величезний пітон Каа. До нього і приходять за допомогою Багіра та Балу. Пантера і ведмідь вплутуються в бій з мавпами і програють її, внаслідок чого мавпи відтісняють їх до фонтану. Пізніше Каа, використовуючи гіпноз, зупиняє бандерлогів, і Мауглі вибирається з полону.

### Останнє полювання Акели (1969)
Мауглі виріс. Для того, щоб він міг зайняти належне місце у зграї, йому потрібно озброїтися. Каа допомагає Мауглі знайти в занедбаній печері Залізний зуб — стародавній кинджал, який охороняла біла кобра, а від Багіри він дізнається про Червону квітку — так у джунглях називають вогонь. Мауглі знаходить у людському селі горщик з вугіллям, що горить, який забирає з собою. Це сталося вчасно, тому що старий ворог Мауглі, тигр Шер-Хан, і його прихвостень шакал Тютюн підняли смуту в зграї, збираючись повалити старого ватажка Акелу — після того, як Шер-Хан шляхом підлаштованої пастки підставив Акелу, змусивши його схибити на промах. Над Акелою нависає загроза бути вбитим іншими вовками за свою невдачу. Багіра та Балу, вперше вирішивши більше не боятися Шер-Хана, хотіли захистити Акелу. Тільки втручання Мауглі врятувало Акелу від підступності Шер-Хана та відновило його владу. Мауглі публічно розбиває об голову тигра горщик з вугіллям, а потім б'є його гілкою, що горить, підпалив Шер-Хану шкуру. Акела залишається ватажком, а Шер-Хан, принижений і осоромлений, разом з Табакі змушений ганебно відступити додому.

### Битва (1970)
Страшна загроза нависла над вовчим племенем і всім живим, що населяє джунглі. На рідні для Мауглі місця насуваються полчища кровожерливих рудих собак, яких немає порятунку. Звістка про нашестя ворога тут же розноситься за допомогою шуліки Чиля. Багато представників фауни (папуги, мавпи, слони, їжатці) вирішують бігти у безпечні місця. Пантера Багіра ховає своїх дитинчат усередині дерева, що росте на самотньому острівці посеред річки. На скликаній Акелою Вовчій раді ухвалюють рішення — дати відсіч рудим собакам, про що шакал Табаки повідомляє Шер-Хану. Тигр не вірить у позитивний результат справи і відступає на північ разом зі своїм посіпакою.
Але Каа знайшов спосіб завдати собакам суттєвої шкоди за допомогою ще більш грізної сили — диких бджіл. Пітон показує Мауглі ущелину гірської річки, де величезні зграї бджіл створили вулики. Мауглі на деякий час затримує ворожу орду, а потім, дочекавшись заходу сонця, заманює собак у ущелину, стрибнувши з урвища в річку. Собаки також опиняються в річці і відразу зазнають нападів бджіл. Деяких собак забирає швидкою течією до острівця, де вони отримують ляпаси від Багіри. Основна зграя собак опиняється на березі річки, де вступає у страшний нічний бій із вовчою зграєю на чолі з Акелою. У битві також беруть участь ведмідь Балу, який виліз разом із собаками на берег Мауглі. В результаті Мауглі та його друзі ціною величезних втрат перемагають небезпечного ворога, вигнавши геть залишки собачої зграї. Вранці після битви Акела, який отримав у бою важкі поранення, вмирає, перед смертю оголосивши Мауглі своїм наступником.

### Повертання до людей (1971)
Мауглі зустрічає біля джерела води двох дівчат, і після Багіра пояснює йому, що таке кохання. У джунглях почалася посуха. Коршун Чиль розносить звістку про це, і слон Хатхі повідомляє про початок перемир'я, що забороняє одним тваринам вбивати інших. Усі представники фауни, зокрема Мауглі, спускаються до річки. Шер-Хан також приходить разом із шакалом Тютюн на берег, щоб вгамувати спрагу, і тим самим порушує перемир'я, тому що в річковій воді виявляється кров убитої тигром тварини. Це виводить із себе Багіру та Мауглі.
Після початку сезону дощів Мауглі дізнається від своїх побратимів про те, що його заклятий ворог відпочиває в ущелині, і прямує туди разом із стадом диких буйволів, розділеним на дві частини. Тигр виявляється між двома вогнями, але рятується від загибелі, стрибнувши на вершину урвища. Там же виявляється озброєний кинджалом Мауглі та вбиває Шер-Хана під час поєдинку. Після перемоги над ворогом його долає нестерпне занепокоєння, і в результаті він розуміє, що вже став зовсім дорослим, змужнів і тепер має повернутися до «людської зграї» — назад до людей.

## Творча група
- Автор сценарію — Леонід Білокуров
- Режисер — Роман Давидов
- Художники-постановники — Олександр Винокуров, Петро Ріпкін
- Оператор — Олена Петрова
- Композитор — Софія Губайдуліна
- Звукооператор — Георгій Мартинюк
- Художники: Олег Комаров, Олександр Давидов (1 серія), Володимир Зарубін (1-5 серії), Віктор Лихачов, Віктор Арсентьєв (1-3 серії), Віталій Бобров (3-5 серії), Олег Сафронов (3-5 серія) , Микола Федоров (3 та 4 серії), Федір Єлдінов (4 та 5 серії), Сергій Дежкін (5 серія), Петро Коробаєв, Валерій Угаров (1 серія), Володимир Крумін (1 та 2 серії), Світлана Жутовська (1 серія) ), Борис Бутаков (1 серія), Роман Давидов (2 та 3 серія), В'ячеслав Котеночкін (2 серія)
- Асистент режисера — Н. Орлова (1 серія), Н. Сумарокова (2-5 серія)
- Асистент оператора — Світлана Кощеєва (4 серія)
- Монтажер — Любов Георгієва
- Редактор — Аркадій Снесарев
- Директор картини — А. Зоріна (1 та 2 серії), Любов Бутиріна (3-5 серія)

## У ролях

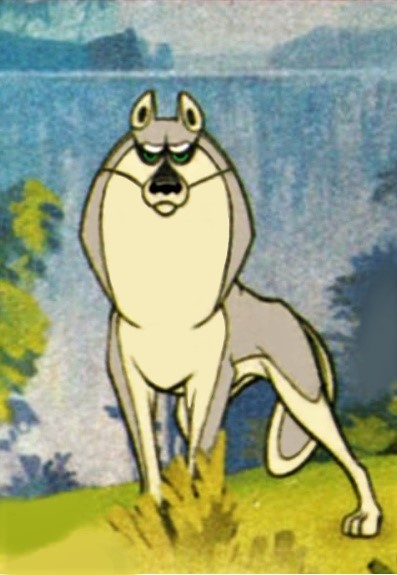
Акела з Мультфільму

- Мауглі — Марія Виноградова, Лев Шабарін
- Багіра — Людмила Касаткіна
- Балу — Степан Бубнов
- Каа — Володимир Ушаков, Олександр Назаров
- Шер-Хан — Анатолій Папанов
- Табакі — Сергій Мартінсон
- Акела — Лев Любецький, Юрій Пузирев
- Ракша — Люсьєна Овчинникова
- Бандар-лог, біла кобра, сахі — Юрій Хржановський
- Батько-вовк — Олександр Назаров
- Слоненя, вовченя, перший маленький їжатець — Клара Рум'янова
- Другий маленький їжатець, оленя — Тамара Дмітрієва

## Українське багатоголосе закадрове озвучення
Українською мовою озвучено студією «Так Треба Продакшн» на замовлення телеканалу «К1» у 2018 році. Ролі озвучували: Ярослав Чорненький, Юрій Гребельник, Володимир Терещук, Роман Семисал, Олександр Солодкий і Олена Бліннікова.